# Alex Cano
Alex Norberto Cano Ardila (nascido em 13 de março de 1983) é um ciclista colombiano, que atualmente compete para a equipe Colombia.